# Peugeot 508 I
Pour les articles homonymes, voir Peugeot 508.
La Peugeot 508 I de première génération est une familiale routière commercialisée par le constructeur automobile français Peugeot du 3 février 2011 au 28 avril 2018. 
Remplaçante à la fois de la 407 et de la 607, la 508 est déclinée en berline 4 portes, en break ainsi qu'en une version « surélevée » du break baptisée 508 RXH.

## Historique

### 5 by Peugeot Hybrid4 Concept
Le concept car 5 by Peugeot Hybrid4 Concept équipé de la technologie hybride diesel HYbrid4, est présenté officiellement le 4 mars 2010 au Salon international de l'automobile de Genève 2010. D'une longueur de 4,86 m, il préfigure la Peugeot 508.

Il intègre selon le principe de motorisation de la Peugeot 3008 HYbrid4
- un 2.0 HDi de 163 ch
- complété à l'arrière par un moteur électrique de 37 ch
- soit 200 ch au total.
Ainsi qu'une transmission quatre roues motrices
Les rejets de CO2 annoncés sont de seulement 99 g/km avec une consommation moyenne de 3,8 l/100 km.

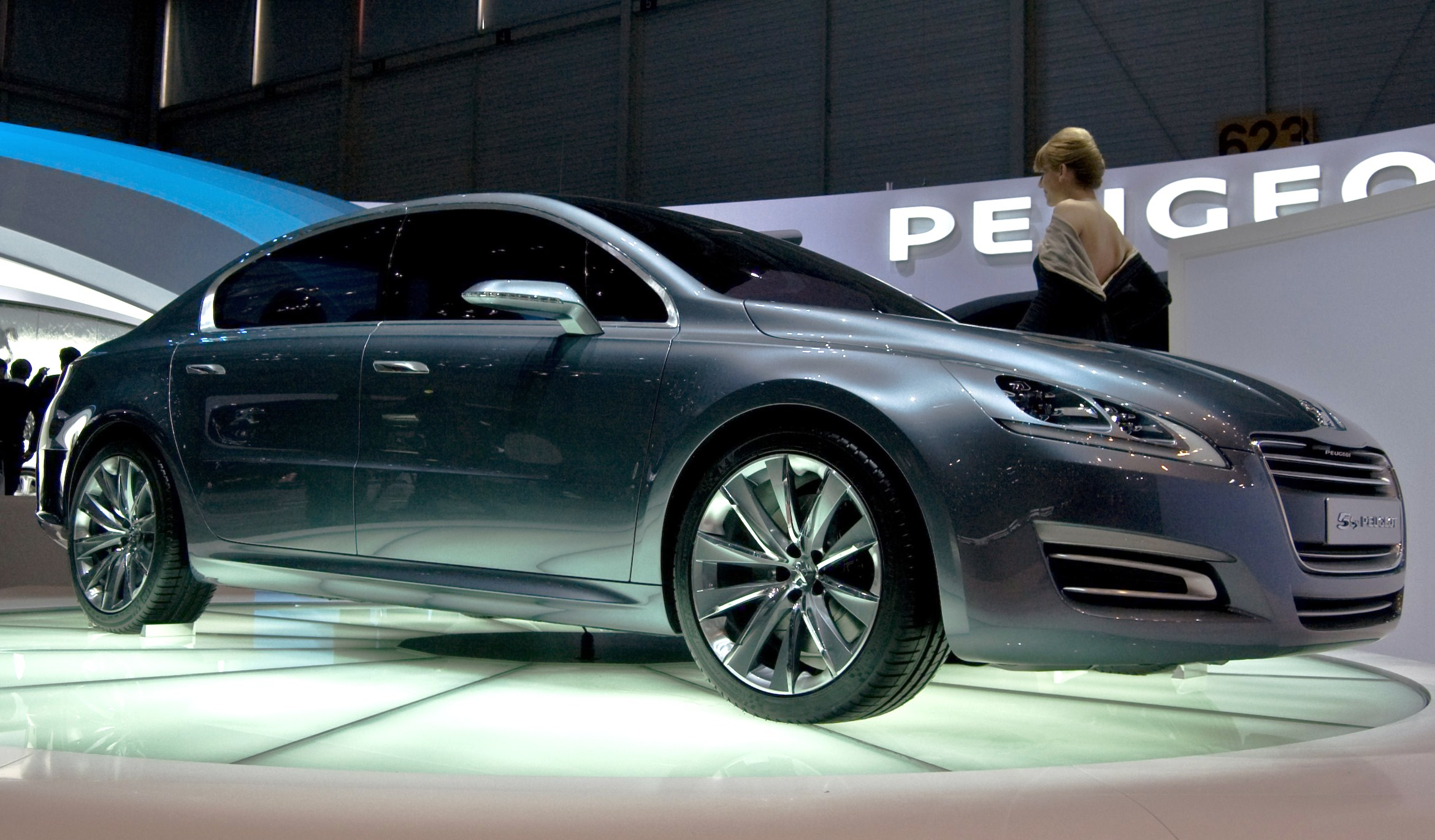
5 by Peugeot HYbrid4 Concept
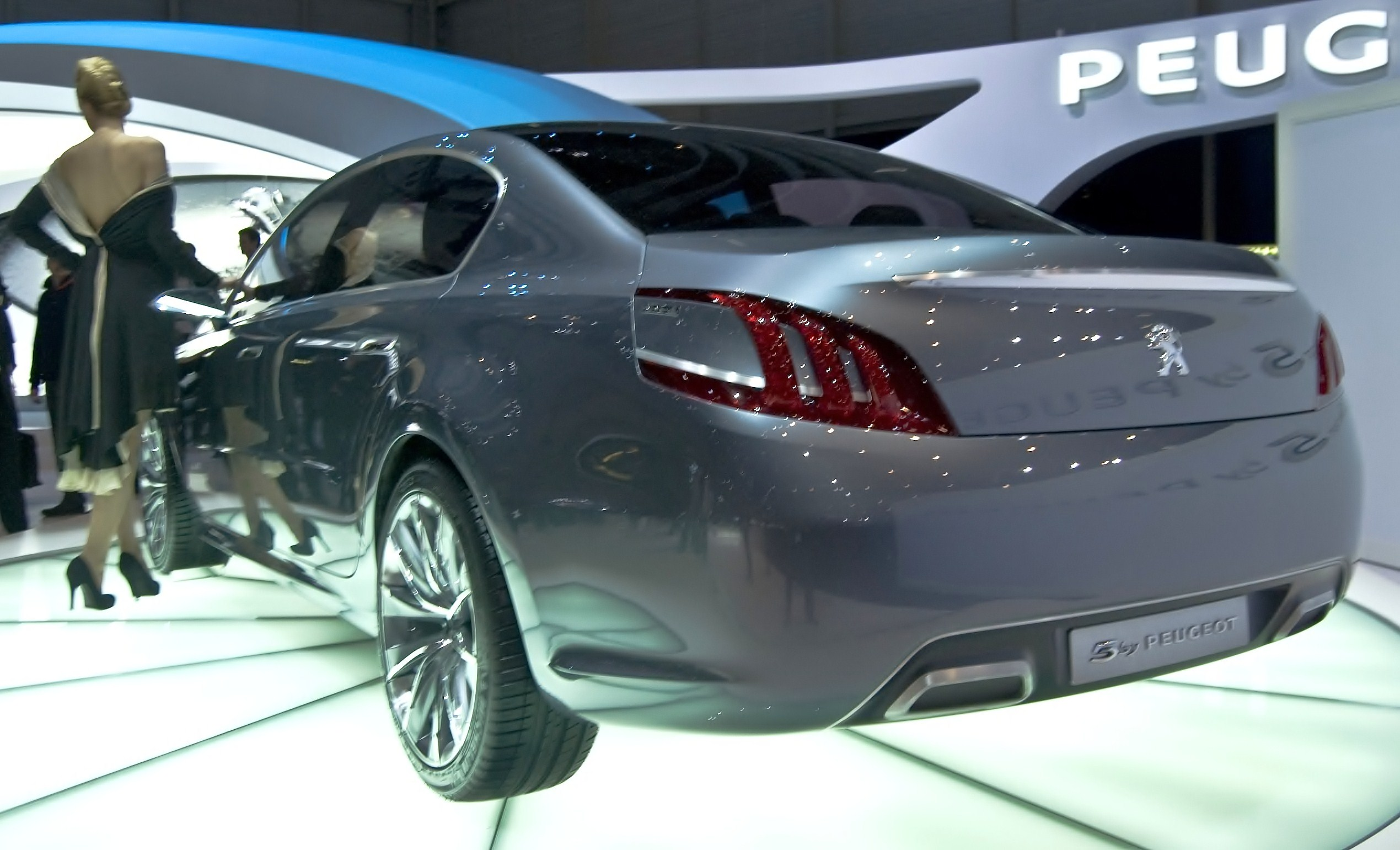
5 by Peugeot HYbrid4 Concept

### Conception et développement
Le modèle de série est dévoilé la même année lors du Mondial de l'automobile de Paris et a été commercialisée début 2011.
La Peugeot 508 succède à la Peugeot 407 et à la Peugeot 607 sur le segment des berlines familiales routières. Après avoir atteint 259 000 ventes en 2005, la Peugeot 407 vendait 40 000 unités après 6 années de commercialisation, en 2009, dans un marché global en baisse, tandis que le segment des grandes routières généralistes était en train de disparaitre en Europe. Peugeot se fixait donc l'objectif de se relancer sur le segment en crise des familiales, tout en proposant un produit assez spacieux pour satisfaire les anciens clients de la 607 et la clientèle internationale. 
La principale innovation de la 508 I par rapport à ses prédécesseurs est la déclinaison 508 RXH, un véhicule au style crossover basé sur le break 508 SW bénéficiant de la technologie hybride-diesel Peugeot HYbrid4 et de 4 roues motrices.
La 508 I est produite à l'usine de Rennes-La-Janais à côté de la Citroën C5 II dont elle partage la plateforme et les principaux moteurs. Elle est lancée mi-2011 en Chine avec une fabrication à l'usine DPCA de Wuhan, à un rythme espéré de 60 000 unités par an, à comparer aux 100 000 espérées en Europe. Ces objectifs commerciaux ne seront jamais atteint, ni en Europe, et encore moins en Chine,.

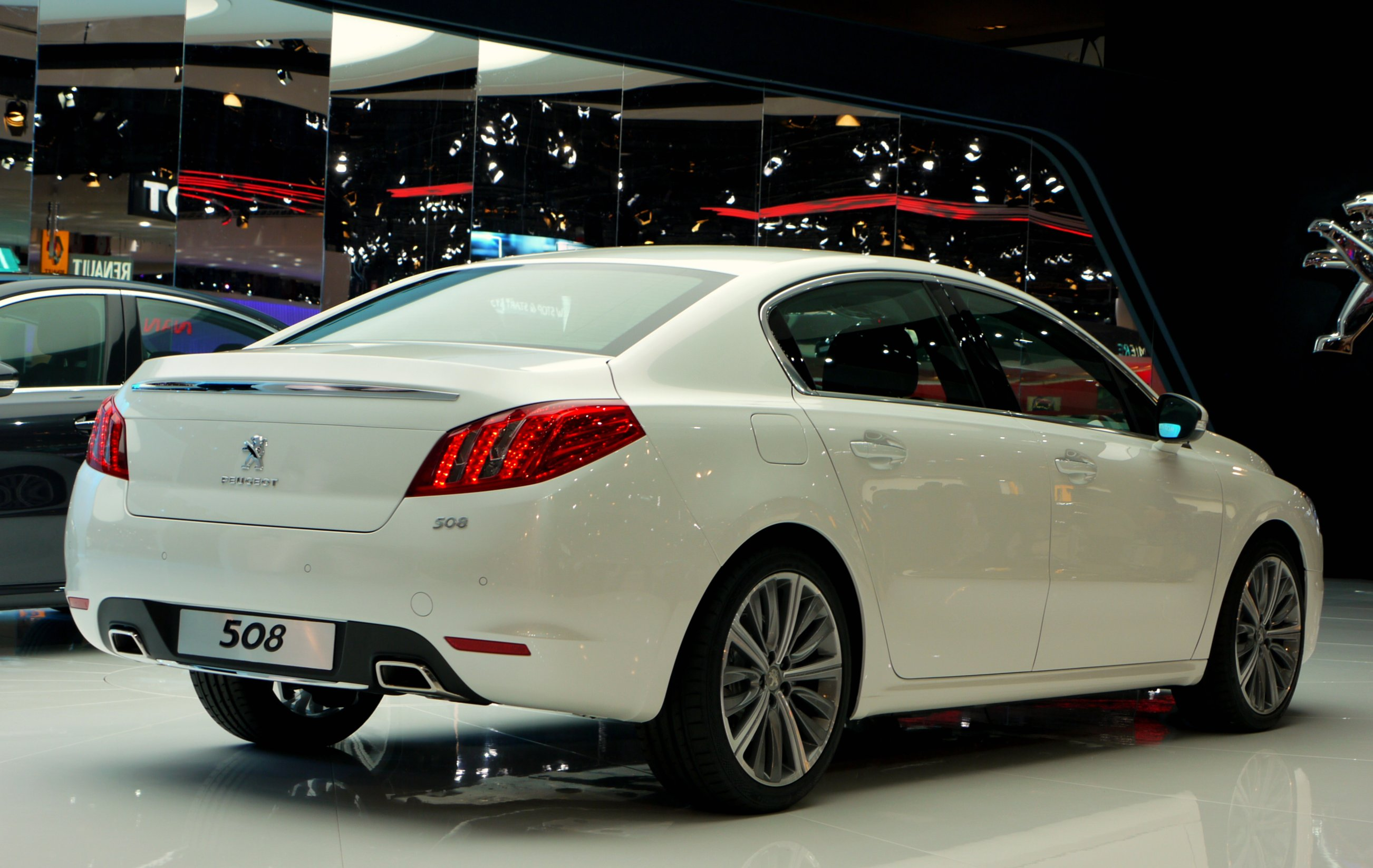
Peugeot 508 I phase 1 berline
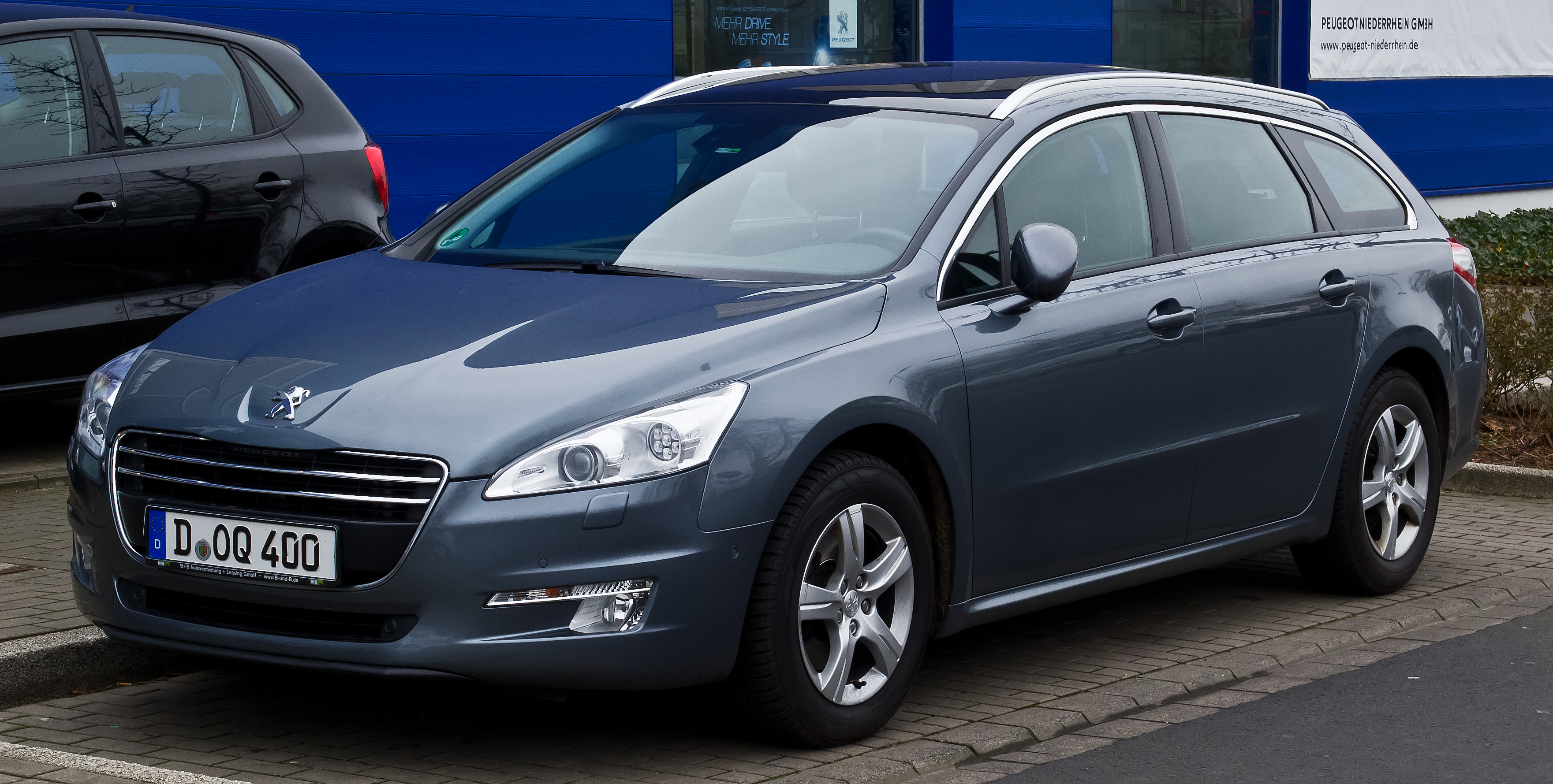
Peugeot 508 I phase 1 SW
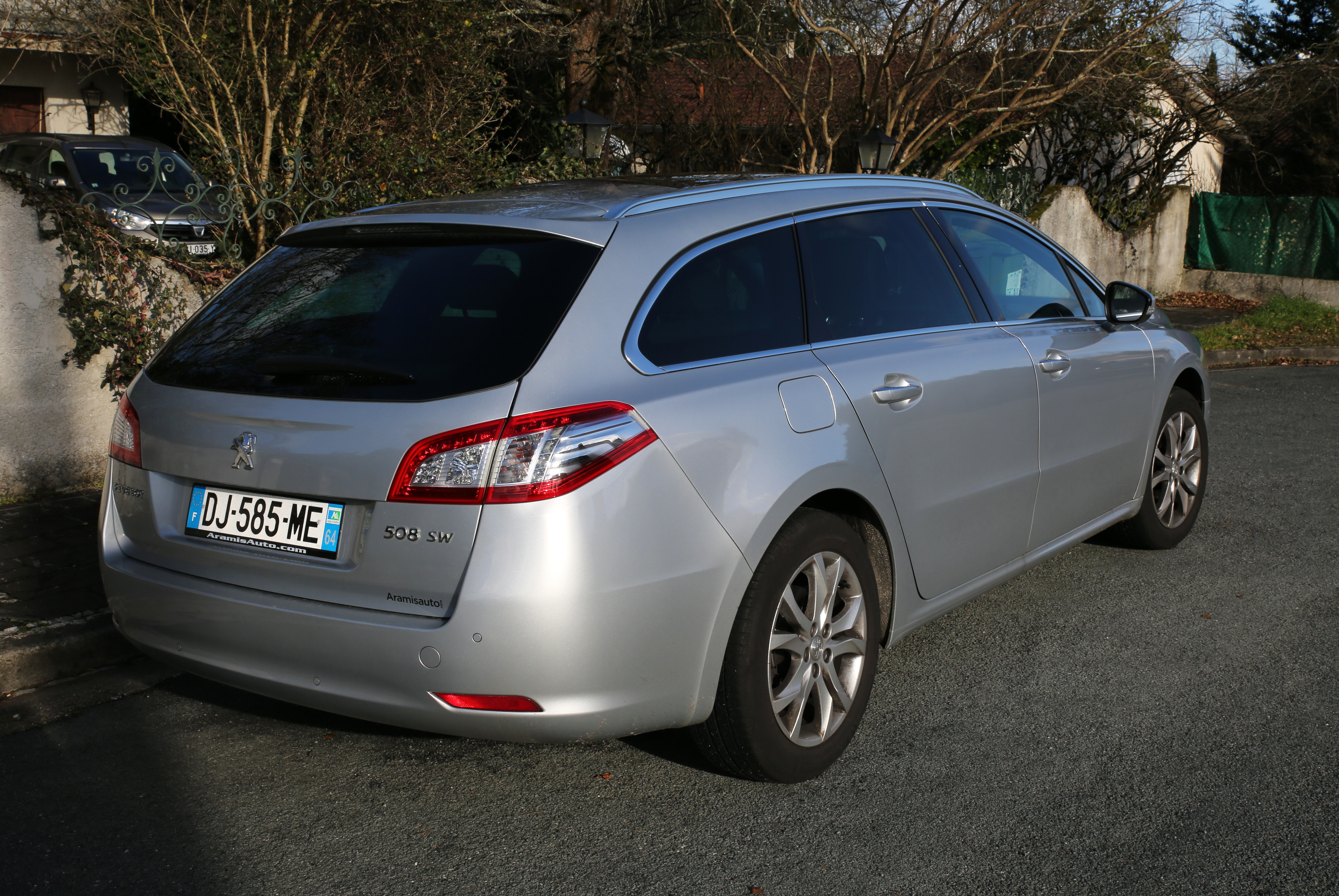
Peugeot 508 I phase 1 SW
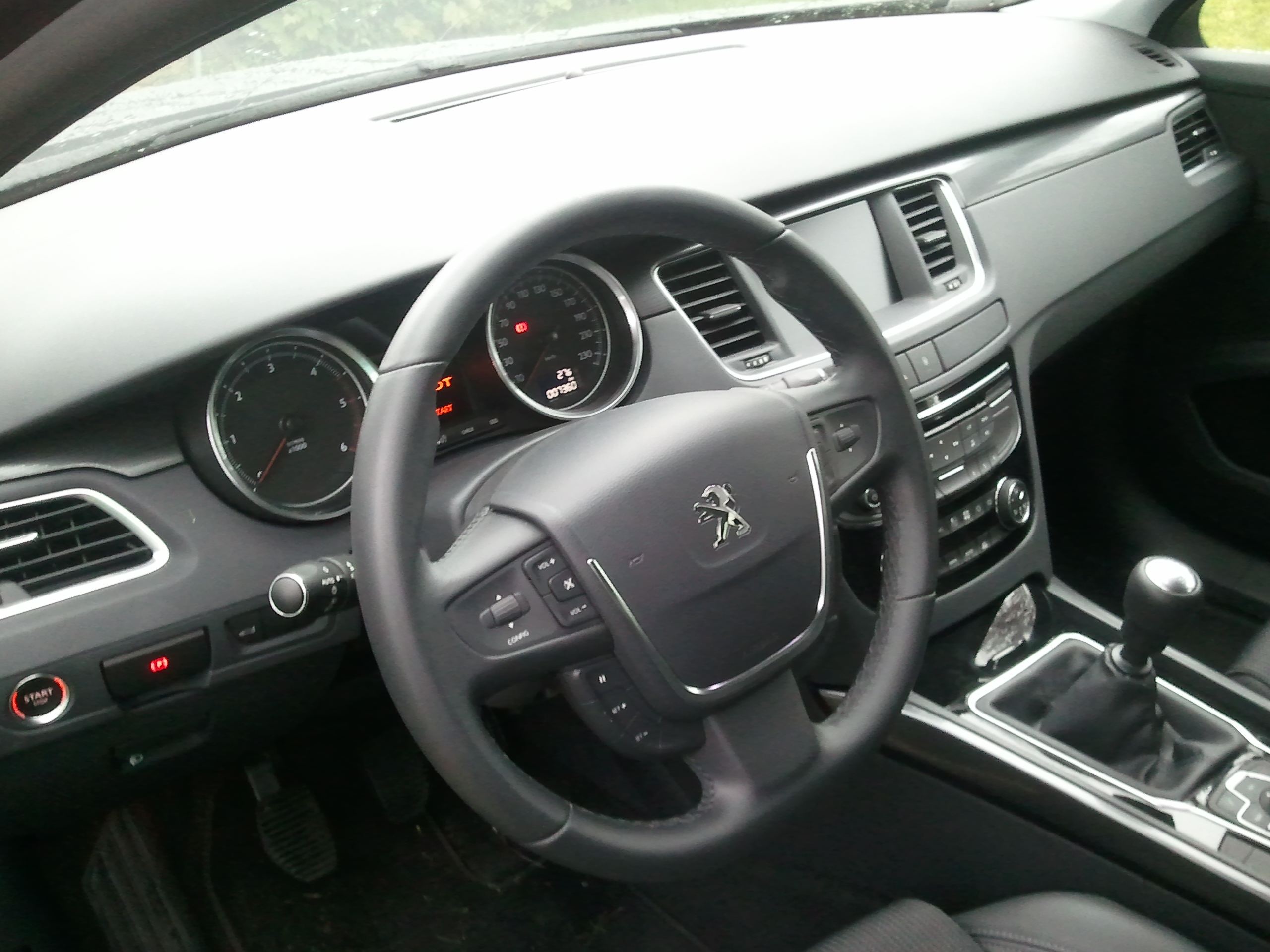
Peugeot 508 I phase 1 (intérieur)
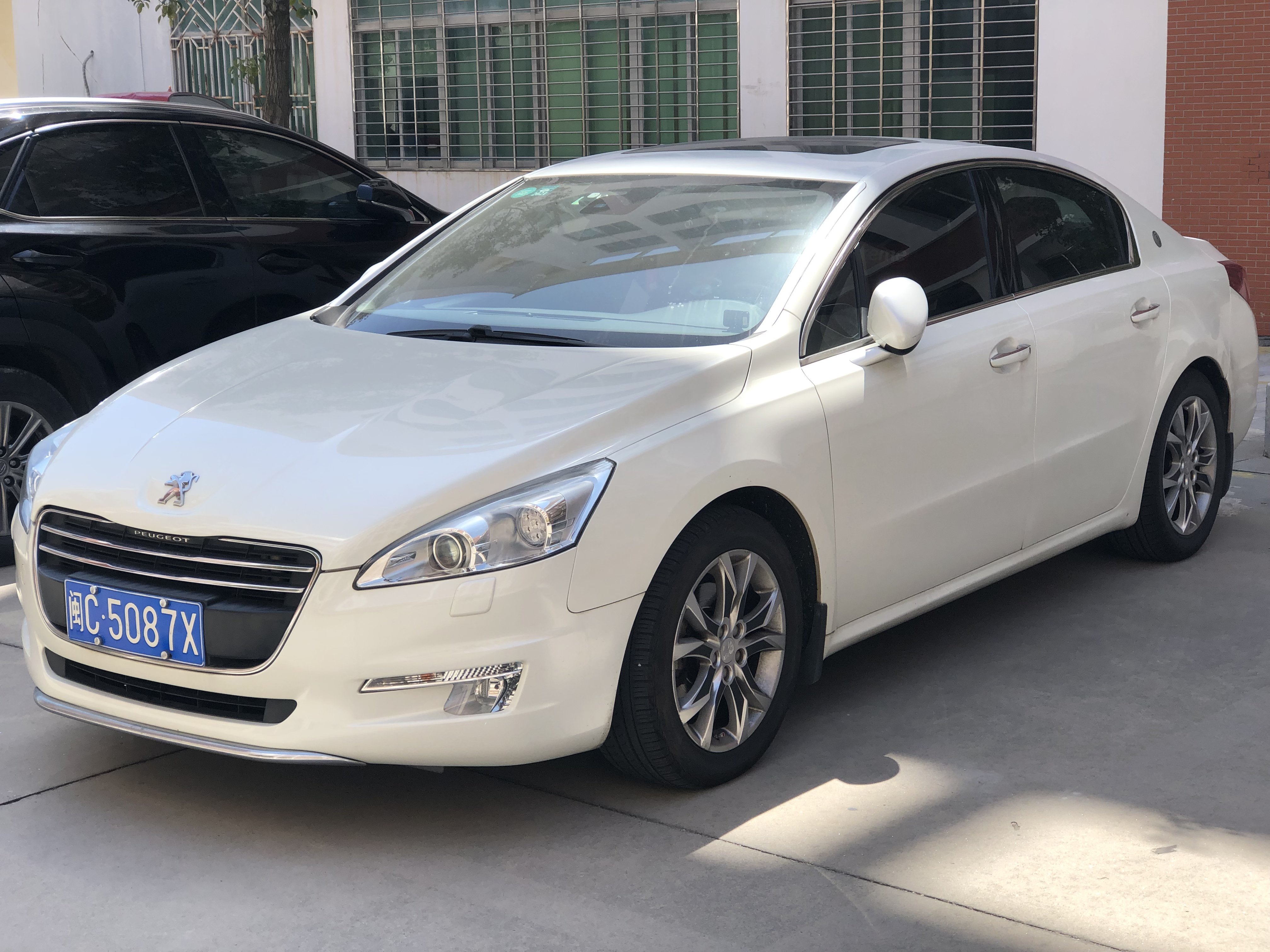
Peugeot 508 I phase 1 berline (modèle chinois)
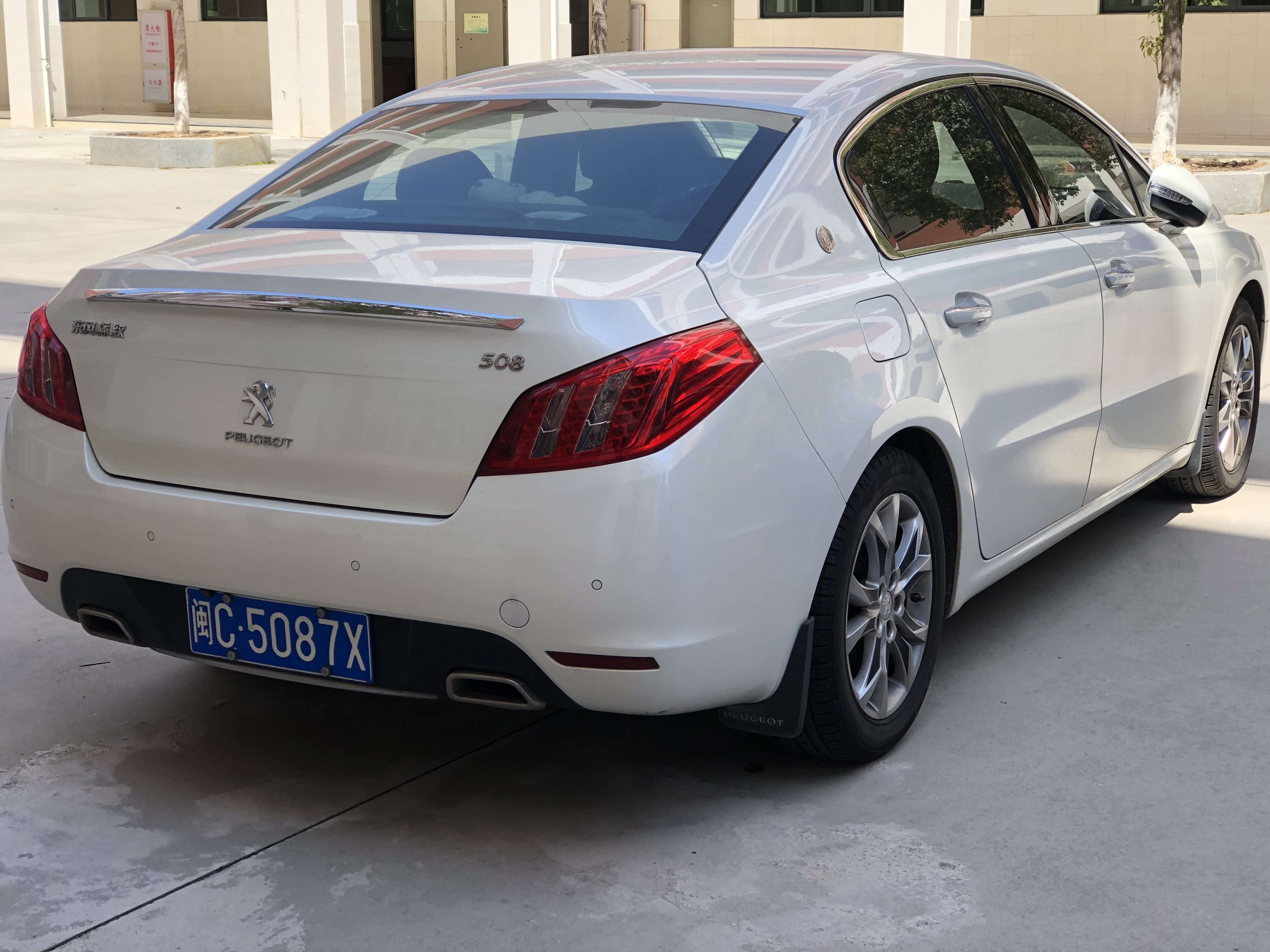
Peugeot 508 I phase 1 berline (modèle chinois)

La version restylée de la Peugeot 508, ses nouveaux équipements et ses nouveaux moteurs ont été présentés le 18 juin 2014 à Londres, pour être commercialisée à partir du 10 septembre 2014 en Europe. Le modèle chinois bénéficie également de cette importante mise à jour.

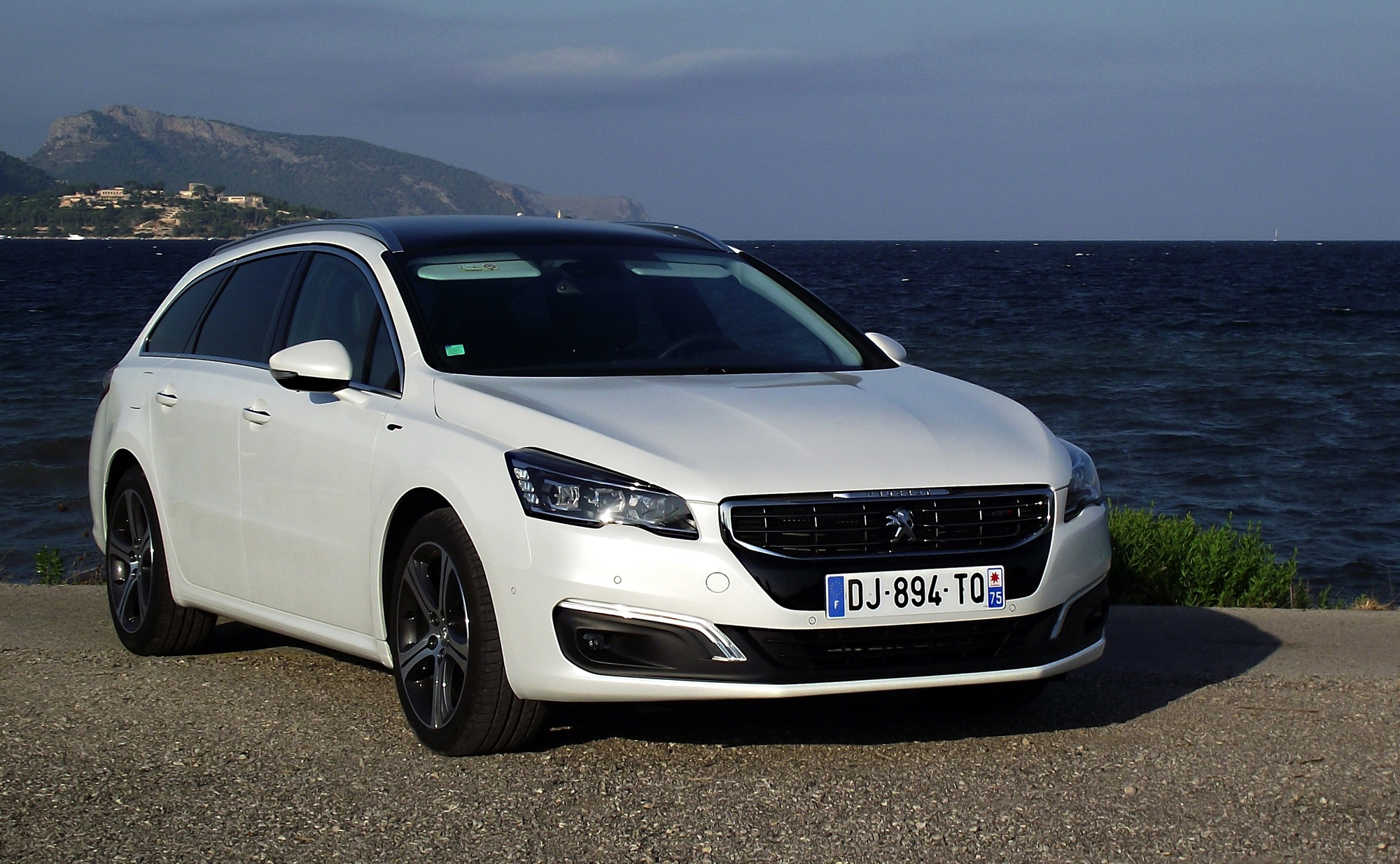
Peugeot 508 I phase 2 SW
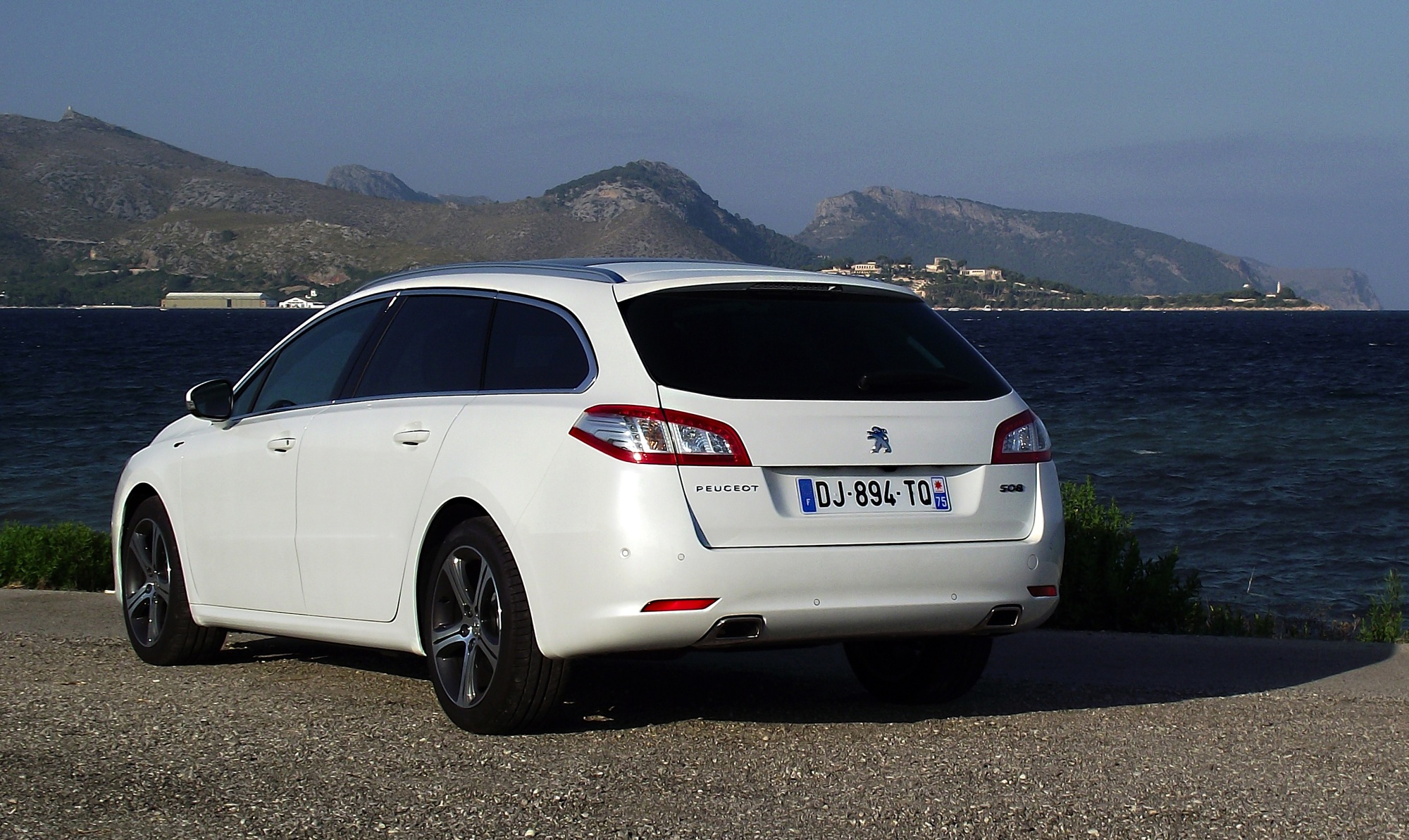
Peugeot 508 I phase 2 SW
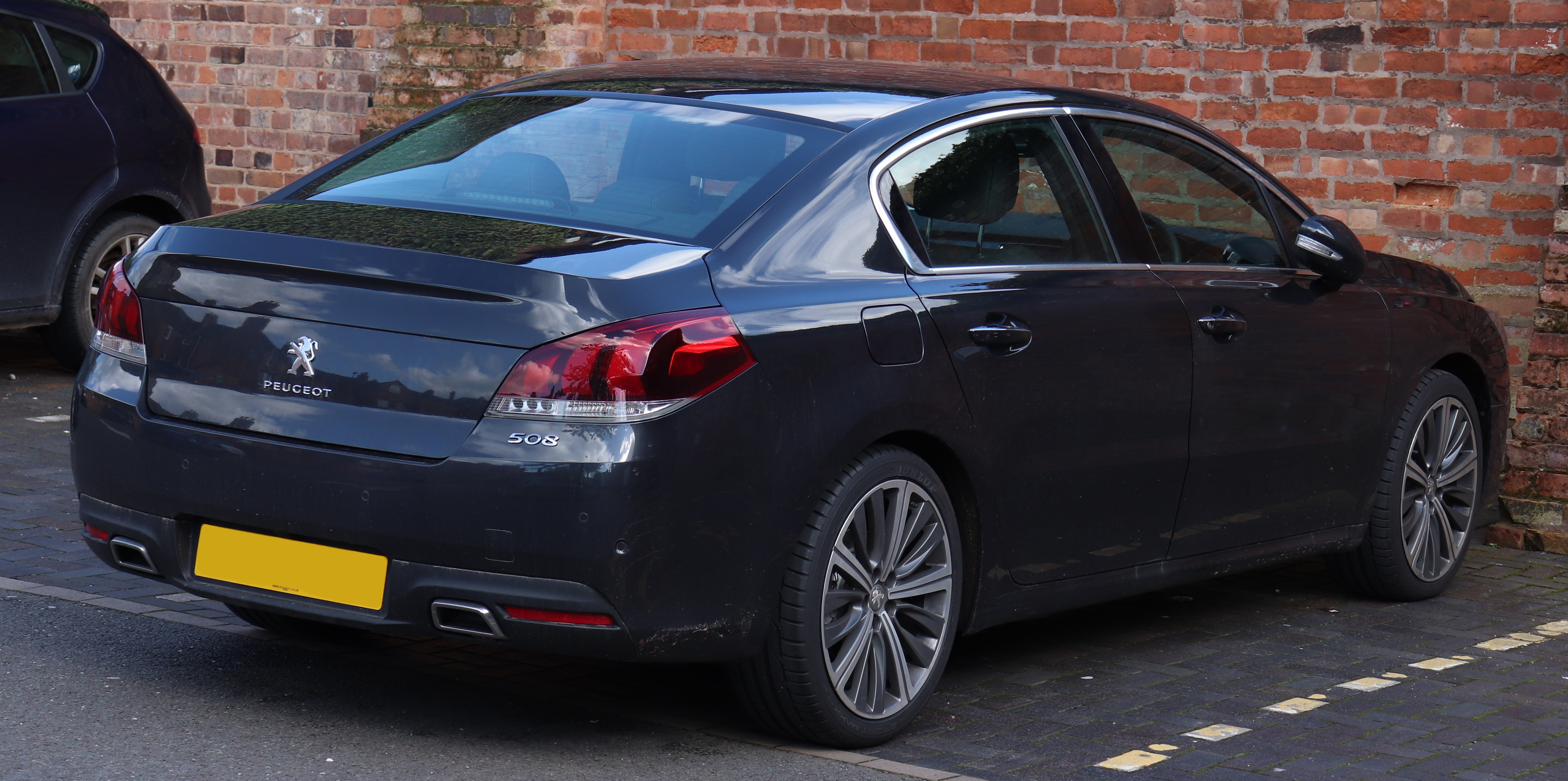
Peugeot 508 I phase 2 berline
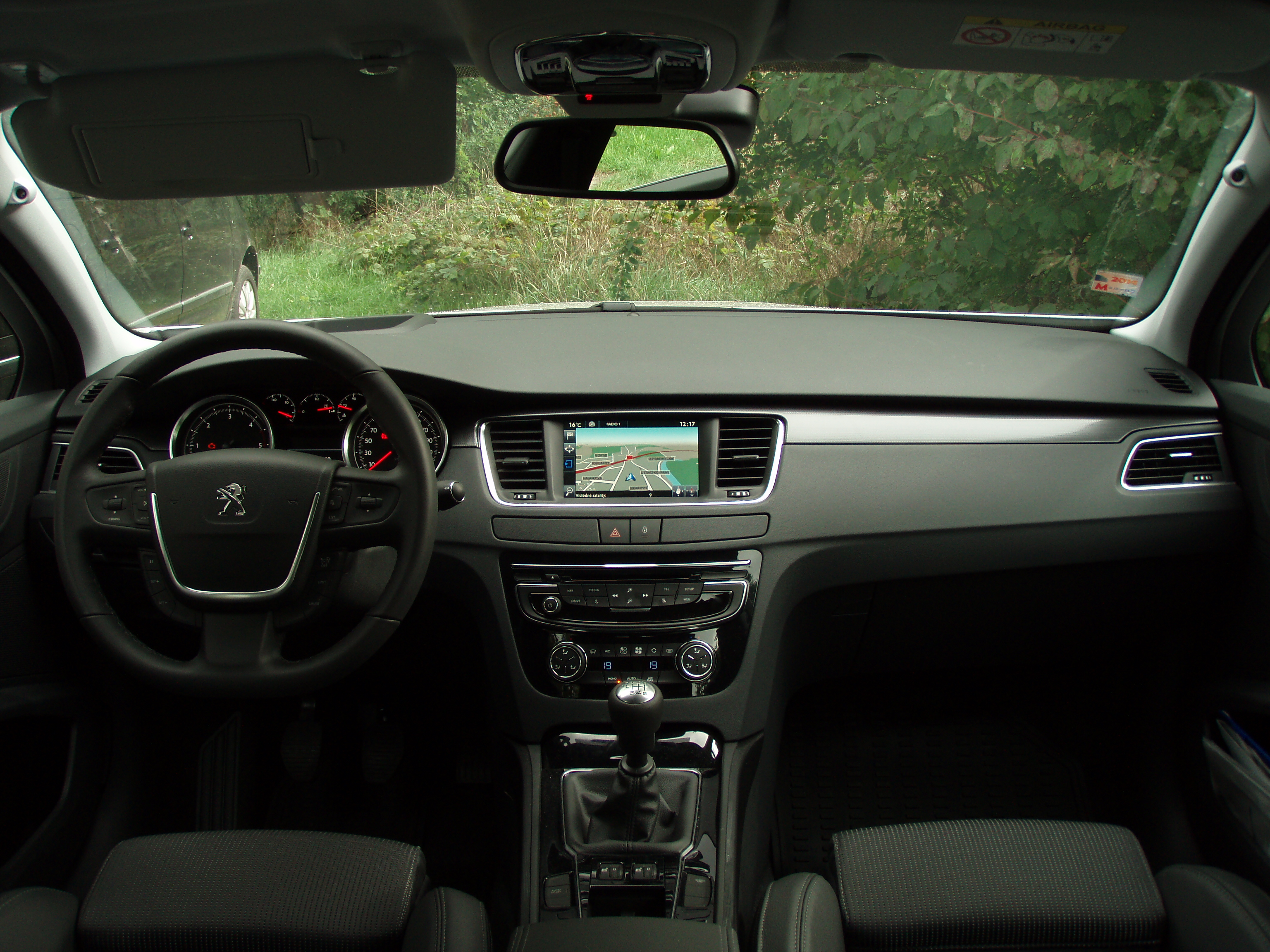
Peugeot 508 I phase 2 (intérieur)
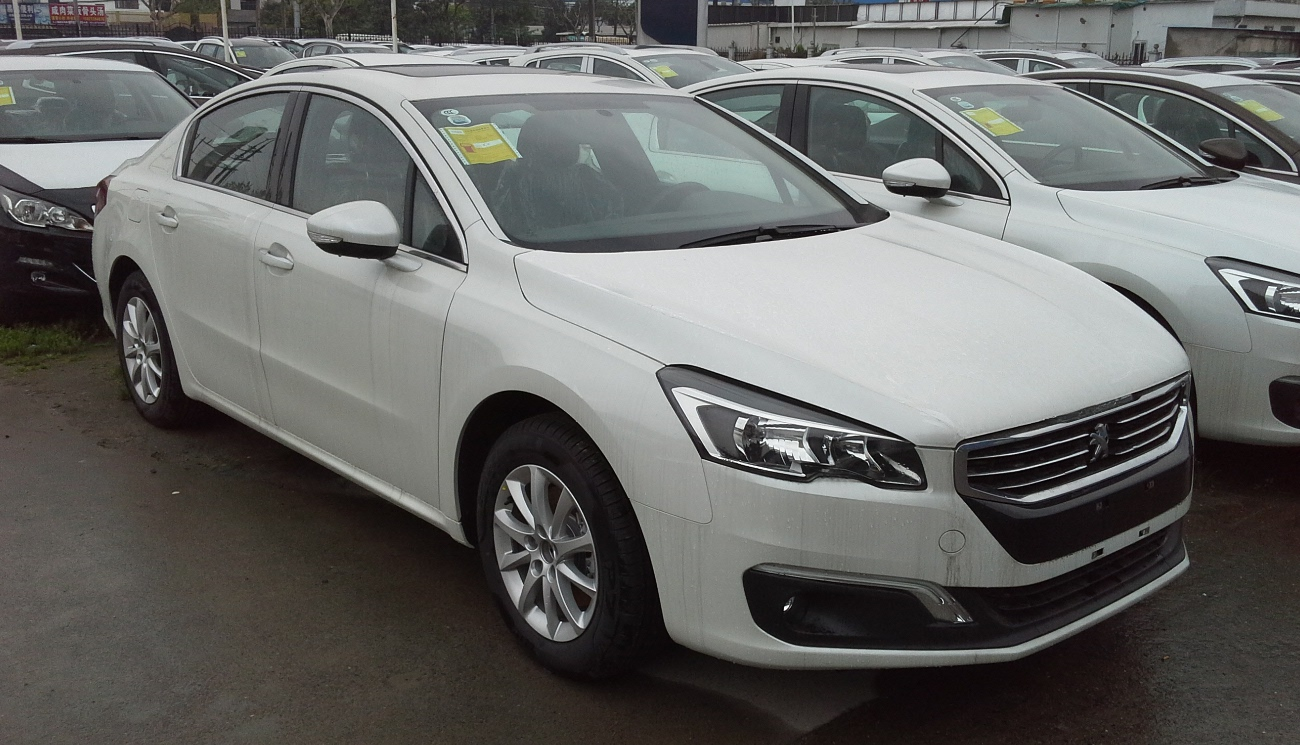
Peugeot 508 II phase 2 berline (modèle chinois)
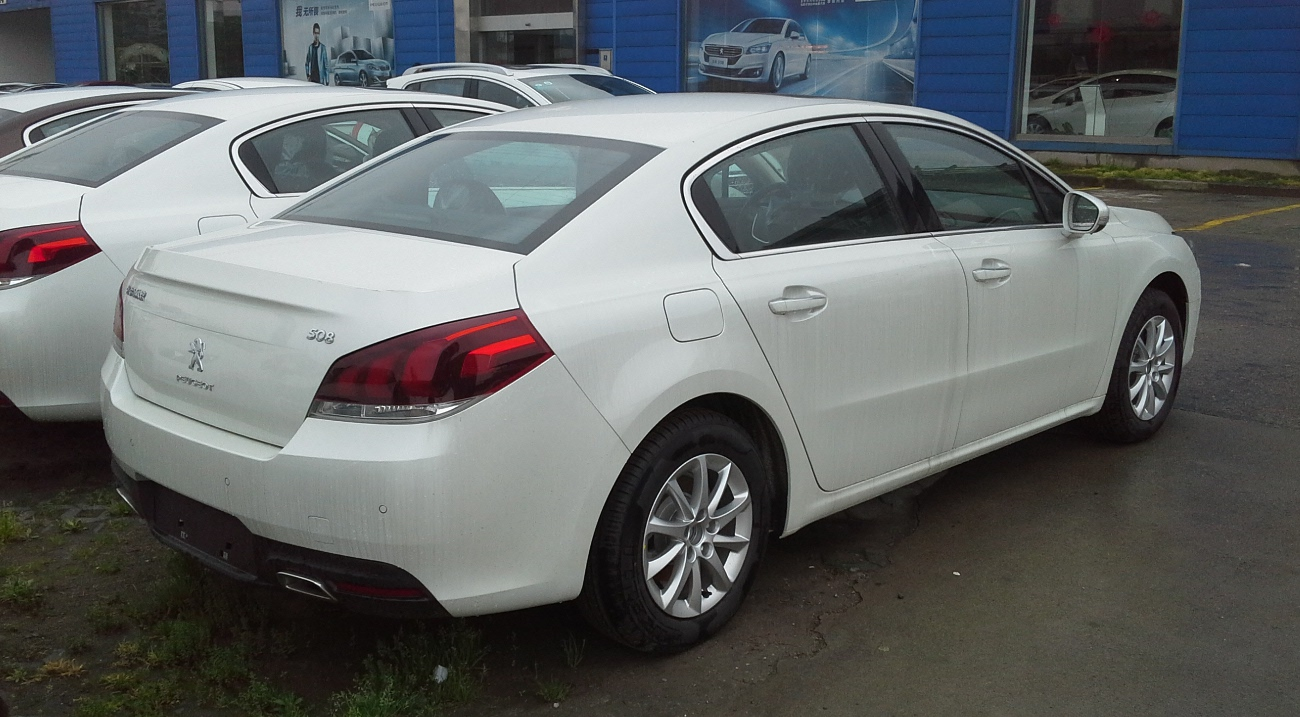
Peugeot 508 II phase 2 berline (modèle chinois)

Dès 2017, des kits CKD sont envoyés pour assemblage au Kenya par KVM (Kenya Vehicle Manufacturers).

### Arrêt et succession
La production de la 508 de première génération s’arrête le 28 avril 2018, après la présentation d'une seconde génération en février 2018.
La seconde génération de la Peugeot 508, dont la ligne s'inspire de la Peugeot Exalt, est présentée en mars 2018. Elle se décline en trois carrosseries : berline 5 portes, break 5 portes et berline 4 portes à empattement allongé (Chine uniquement).

### Châssis
Le train avant à double triangulation à pivot découplé qui était en série sur la 407 a été délaissé pour un train avant classique de type McPherson. Le train avant de la 407 est uniquement repris sur les modèles haut de gamme (hors RXH), avec les motorisations 2.0 BlueHDi (180ch) et 2.2 HDi (204ch). Cette dernière remplace le 2.7 V6 HDi (204 /207 ch) de même puissance mais plus énergivore.
Seuls deux moteurs essence sont proposés, le segment des routières privilégiant, en Europe et spécialement en France, les moteurs Diesel.

### Fiche technique et performances
| Motorisations Essence          | VTi 120 BMP                                    | THP 155/THP 155 BVA                            | e-THP 165                                      | 1.8 THP 200 (Chine)                            |
| Type                           | 4 cylindres en ligne 16s transversal (type EP) | 4 cylindres en ligne 16s transversal (type EP) | 4 cylindres en ligne 16s transversal (type EP) | 4 cylindres en ligne 16s transversal (type EP) |
| Cylindrée (cm3)                | 1 598                                          | 1 598                                          | 1 598                                          | 1 751                                          |
| Puissance maxi. (ch. - tr/min) | 120 à 6 000                                    | 155 à 6 000                                    | 165                                            | 204 à 5 500                                    |
| Couple maxi. (N m - tr/min)    | 160 à 4 250                                    | 240 de 1 400 à 4 000                           | 240 à 1 400                                    | 280 à 1 400                                    |
| Boîte de vitesses              | Robotisée 6 rapports                           | BVM6 Automatique 6 rapports                    | BVM6 EAT6                                      | EAT6                                           |
| Transmission                   | aux roues avant                                | aux roues avant                                | aux roues avant                                | aux roues avant                                |
| Poids (kg)                     | 1 390                                          | 1 400 / 1 410                                  | 1 400 / 1 400                                  | 1625                                           |
| 0 à 100 km/h (s)               | 11,5                                           | 8,6/9,2                                        | 8,6/8,9                                        | -                                              |
| Vitesse maxi. (km/h)           | 203                                            | 222/220                                        | 210/210                                        | 230                                            |
| Consommations (L/100 km)       | 6,5                                            | 6,2 / 7,1                                      | 5,8 / 5,8                                      | 6,9                                            |
| Émissions deCO2 (g/km)         | 144                                            | 144/164                                        | 134/134                                        | -                                              |
| Années de production           | Depuis 2011                                    | 2011 - 2014                                    | Depuis 2014                                    | 2015 -                                         |

| Motorisations Diesel           | 1.6 HDi 112                                             | 1.6 e-HDi 112 BMP                                       | 1.6 HDi 115                                             | 1.6 e-HDi 115                                           | 1.6 e-HDi 115 BMP                                       | 1.6 BlueHDi 120                                         | 2.0 HDi 136                                                               | 2.0 BlueHDi 136                                                           | 2.0 HDi 140                                                               | 2.0 BlueHDI 150                                                           | 2.0 HDi 160                                                               | 2.0 HDi 160 BVA                                                           | 2.0 BlueHdi 180                                                           | 2.2 HDi 200/204 BVA (jusqu'en 2015)                                       | HYbrid4                                                                   |
| Type                           | 4 cylindres en ligne 8s transversal turbo (type DV/DLD) | 4 cylindres en ligne 8s transversal turbo (type DV/DLD) | 4 cylindres en ligne 8s transversal turbo (type DV/DLD) | 4 cylindres en ligne 8s transversal turbo (type DV/DLD) | 4 cylindres en ligne 8s transversal turbo (type DV/DLD) | 4 cylindres en ligne 8s transversal turbo (type DV/DLD) | 4 cylindres en ligne 16s transversal turbo à géométrie variable (type DW) | 4 cylindres en ligne 16s transversal turbo à géométrie variable (type DW) | 4 cylindres en ligne 16s transversal turbo à géométrie variable (type DW) | 4 cylindres en ligne 16s transversal turbo à géométrie variable (type DW) | 4 cylindres en ligne 16s transversal turbo à géométrie variable (type DW) | 4 cylindres en ligne 16s transversal turbo à géométrie variable (type DW) | 4 cylindres en ligne 16s transversal turbo à géométrie variable (type DW) | 4 cylindres en ligne 16s transversal turbo à géométrie variable (type DW) | 4 cylindres en ligne 16s transversal turbo à géométrie variable (type DW) |
| Cylindrée (cm3)                | 1 560                                                   | 1 560                                                   | 1 560                                                   | 1 560                                                   | 1 560                                                   | 1 560                                                   | 1 997                                                                     | 1 997                                                                     | 1 997                                                                     | 1 997                                                                     | 1 997                                                                     | 1 997                                                                     | 1 997                                                                     | 2 179                                                                     | 1 997                                                                     |
| Puissance maxi. (ch. - tr/min) | 112 à 3 600                                             | 112 à 3 600                                             | 115 à 3 600                                             | 115 à 3 600                                             | 115 à 3 600                                             | 120                                                     | 136 à 4 000                                                               | 136 à 4 000                                                               | 140 à 4 000                                                               | 150 à 4 000                                                               | 163 à 3 750                                                               | 163 à 3 750                                                               | 180 à 3 750                                                               | 204 à 3 500                                                               | 163 à 3 750 + 37                                                          |
| Couple maxi. (N m - tr/min)    | 240 de 1 500 à 3 000                                    | 270 de 1 750 à 2 000                                    | 240 de 1 500 à 3 000                                    | 240 de 1 500 à 3 000                                    | 270 de 1 750 à 2 000                                    | 300 à 1 750                                             | 320 à 2 000                                                               | 370 à 2 000                                                               | 320 à 2 000                                                               | 370 à 2 000                                                               | 340 à 2 000                                                               | 340 à 2 000                                                               | 400 à 2 000                                                               | 450 de 2 000 à 2 750                                                      | 300 à 1 750 + 200                                                         |
| Boîte de vitesses              | BVM5                                                    | Robotisée 6 rapports                                    | BVM6                                                    | BVM6                                                    | Robotisée 6 rapports                                    | BVM6 EAT6                                               | BVM6                                                                      | BVM6                                                                      | BVM6                                                                      | BVM6                                                                      | BVM6                                                                      | Automatique 6 rapports                                                    | EAT6                                                                      | Automatique 6 rapports                                                    | Robotisée 6 rapports                                                      |
| Transmission                   | aux roues avant                                         | aux roues avant                                         | aux roues avant                                         | aux roues avant                                         | aux roues avant                                         | aux roues avant                                         | aux roues avant                                                           | aux roues avant                                                           | aux roues avant                                                           | aux roues avant                                                           | aux roues avant                                                           | aux roues avant                                                           | aux roues avant                                                           | aux roues avant                                                           | Intégrale                                                                 |
| Poids (kg)                     | 1 405                                                   | 1 410                                                   | 1 405                                                   | 1 410                                                   | 1 410                                                   | 1 475                                                   | 1 681                                                                     | 1 705                                                                     | 1 430                                                                     | 1 500                                                                     | 1 480                                                                     | 1 520                                                                     | 1 540                                                                     | 1 540                                                                     | 1 660                                                                     |
| 0 à 100 km/h (s)               | 11,3                                                    | 11,9                                                    | 11,3                                                    | 11,6                                                    | 11,9                                                    | 11,0                                                    | 10,1                                                                      | 10,1                                                                      | 9,8                                                                       | 8,9                                                                       | 8,6                                                                       | 9,2                                                                       | 8,6                                                                       | 8,2                                                                       | 8,6                                                                       |
| Vitesse maxi. (km/h)           | 190                                                     | 197                                                     | 190                                                     | 200                                                     | 197                                                     | 202                                                     | 210                                                                       | 210                                                                       | 210                                                                       | 210                                                                       | 226                                                                       | 225                                                                       | 230                                                                       | 234                                                                       | 210                                                                       |
| Consommations (L/100 km)       | 4,7                                                     | 4,4                                                     | 4,7                                                     | 4,1                                                     | 4,0                                                     | 3,8                                                     | 4,6/5                                                                     | 4,1                                                                       | 4,4                                                                       | 4,1                                                                       | 4,6                                                                       | 5,7                                                                       | 4,2                                                                       | 5,7 (5,3)                                                                 | 3,6 (3,3)                                                                 |
| Émissions de CO2 (g/km)        | 124                                                     | 115                                                     | 114                                                     | 109                                                     | 104                                                     | 99                                                      | 115/120                                                                   | 105                                                                       | 115                                                                       | 105                                                                       | 119                                                                       | 149                                                                       | 111                                                                       | 150 (140)                                                                 | 88 (85)                                                                   |
| Années de production           | 2011 - 2012                                             | 2011 - 2012                                             | 2012 - 2014                                             | 2012 - 2014                                             | 2012 - 2014                                             | 2015 -                                                  | 2011 - 2014                                                               | depuis 2014                                                               | 2011 - 2014                                                               | depuis 2014                                                               | 2011 - 2014                                                               | 2011 - 2014                                                               | depuis 2014                                                               | depuis 2011 (depuis 2014)                                                 | depuis 2012 (depuis 2013)                                                 |

### Évolutions de la gamme

#### 2011

##### Essence
- Le 1.6 VTi 120 BMP6 est disponible.
- Le 1.6 THP 155 BVM6 est disponible.
- Le 1.6 THP 155 BVA6 est disponible.

##### Diesel
- Le 1.6 HDi 112 BVM5 est disponible.
- Le 1.6 e-HDi 112 BMP6 est disponible.
- Le 2.0 HDi 136/140 BVM6 est disponible.
- Le 2.0 HDi 163 BVM6 est disponible.
- Le 2.0 HDi 163 BVA6 est disponible.
- Le 2.2 HDi 204 BVA6 est disponible.

#### 2012

##### Diesel
- Le 1.6 HDi 112 BVM5 est remplacé par le 1.6 e-HDi 115 BVM6.
- Le 1.6 e-HDi 112 BMP6 est remplacé par le 1.6 e-HDi 115 BMP6.
- Maintien des 2.0 HDi 136/140 BVM6 et 163 BVM6 / BVA6 ainsi que du 2.2 HDi 204 BVA6.

##### Hybride
- Lancement de la version Hybrid4 équipée du 2.0 HDi 163 associé à la BMP6 et à un moteur électrique de 37 chevaux.

#### 2014
Courant 2014, La 508 est restylée

##### Essence
- Maintien du 1.6 VTi 120 BMP6.
- Le 1.6 THP 155 BVM6 est remplacé par le 1.6 THP 165 BVM6.
- Le 1.6 THP 155 BVA6 est remplacé par le 1.6 THP 165 EAT6.

##### Diesel
- Maintien du 1.6 e-HDi 115 BVM6 / BMP6.
- Maintien du 2.0 HDi 140 BVM6.
- Apparition du 2.0 BlueHDi 136 BVM6 (en remplacement à terme du 2.0 HDi 136 BVM6 sur le marché belge).
- Apparition du 2.0 BlueHDi 150 BVM6 (en remplacement à terme des 2.0 HDi 140 BVM6 et 2.0 HDi 163 BVM6).
- Maintien du 2.0 HDi 163 BVM6 / BVA6.
- Apparition du 2.0 BlueHDi 180 EAT6 (en remplacement à terme des 2.0 HDi 163 BVA6 et 2.2 HDi 204 BVA6).
- Maintien du 2.2 HDi 204 BVA6.

#### 2015

##### Essence
- Le 1.6 VTi 120 BMP6 est supprimé du catalogue. En raison de ses faibles ventes ce moteur ne sera pas remplacé sur 508.
- Maintien du 1.6 THP 165 BVM6/EAT6.

##### Diesel
- Maintien du 1.6 e-HDi 115 BVM6 / BMP6 jusqu'à épuisement des stocks ou jusqu'au mois de Septembre 2015.
- Apparition du 1.6 BlueHDi 120 BVM6 en remplacement du 1.6 e-HDi 115 BVM6.
- Apparition du 1.6 BlueHDi 120 EAT6 en remplacement du 1.6 e-HDi 115 BMP6.
- 01/05: Suppression du 2.0 HDi 136/140 BVM6.
- Maintien du 2.0 BlueHDi 136 BVM6 - disponible uniquement pour certains marchés comme la Belgique.
- Maintien du 2.0 BlueHDi 150 BVM6.
- 01/05: Suppression du 2.0 HDi 163 BVM6 / BVA6.
- Maintien du 2.0 BlueHDi 180 EAT6.
- 01/05: Suppression du 2.2 HDi 204 BVA6.

#### 2016

##### Essence
- Maintien du 1.6 THP 165 BVM6 / EAT6.

##### Diesel
- Maintien du 1.6 BlueHDi 120 BVM6 / EAT6.
- Maintien du 2.0 BlueHDi 136 BVM6 - disponible uniquement pour certains marchés comme la Belgique.
- Maintien du 2.0 BlueHDi 150 BVM6.
- Maintien du 2.0 BlueHDi 180 EAT6.

##### Hybride
- La version Hybrid4 est supprimée du catalogue.

### 508 RXH HYbrid4 et Diesel
Le 508 RXH est dérivé du 5 by Peugeot Hybrid4 Concept. Cette version « surélevée » du break 508, utilise la motorisation présentée sur le concept car lors du Salon international de l'automobile de Genève 2010 l'HYbrid4. Elle est en concurrence directe avec d'autres breaks crossover, tels l'Audi Allroad Quattro, la BMW Série 3 XDrive, la Volkswagen Passat Alltrack, la Volvo XC70 ou la Subaru Outback. Elle a également été restylée en septembre 2014 en proposant désormais en plus de l'hybride une version 100% thermique (le 2.0 BlueHDi 180, qui malgré 20 ch de moins, présente des performances proches car le modèle est allégé du poids des batteries).

### Fiche technique et performances

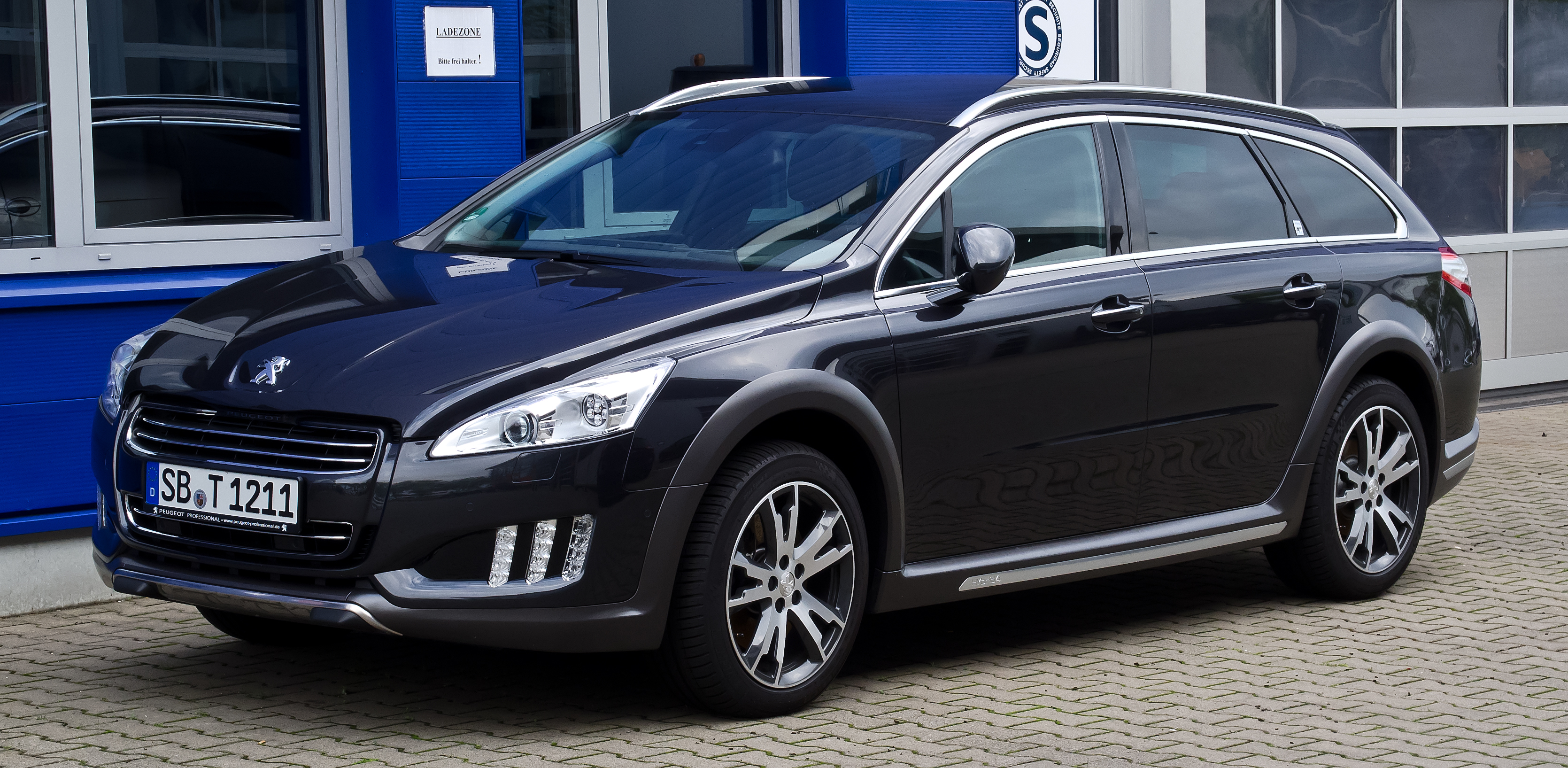
Peugeot 508 RXH phase 1
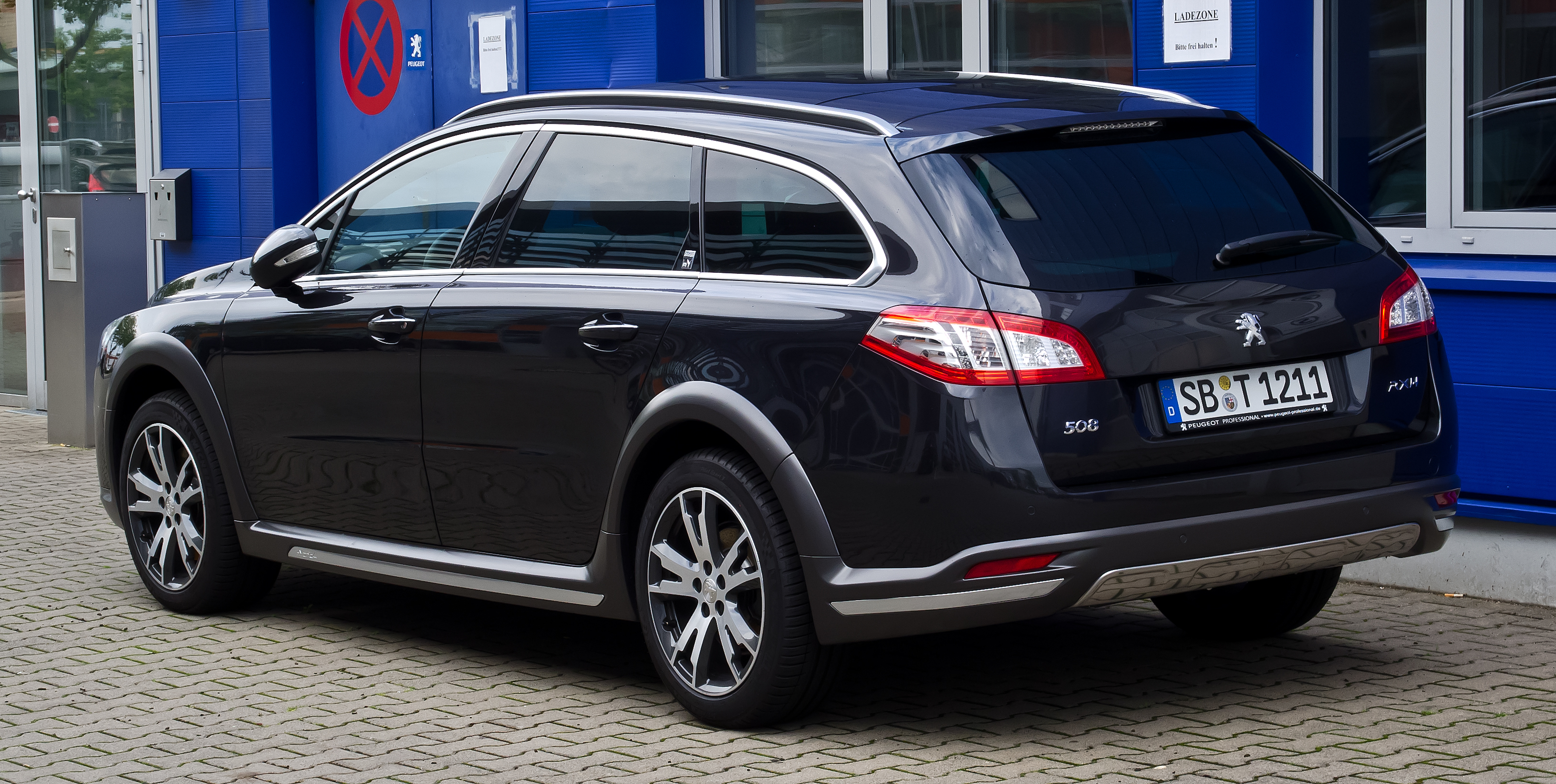
Peugeot 508 RXH phase 1

| Motorisations Hybride diesel                         | HYbrid4                                                                  | Diesel                                                          |
| Type                                                 | 4 cylindres en ligne 16s transversal turbo à géométrie variable          | 4 cylindres en ligne 16s transversal turbo à géométrie variable |
| Cylindrée (cm3)                                      | 1 997                                                                    | 1 997                                                           |
| Puissance maxi. (ch. - tr/min)                       | 163 à 3 750 + 37                                                         | 180 à 3 750                                                     |
| Couple maxi. (N m - tr/min)                          | 300 à 1 750 + 200                                                        | 400 à 2 000                                                     |
| Boîte de vitesses                                    | bmp6/etg6 (robotisée 6 rapports)                                         | eat6 (Automatique 6 rapports)                                   |
| Transmission                                         | aux roues avant (thermique), Propulsion (électrique), Intégral (hybride) | Traction                                                        |
| Poids (kg)                                           | 1 660 / 1 770                                                            | 1 717                                                           |
| 0 à 100 km/h (s)                                     | 8,6/8,8/9,8                                                              | 8.9                                                             |
| Vitesse maxi. (km/h)                                 | 210/213                                                                  | 220                                                             |
| Consommations (L/100 km) Extra-urbaine/urbaine/mixte | 3,4/4/4,1                                                                | 4,6                                                             |
| Émissions de CO2 (g/km)                              | 88/104/107                                                               | 119                                                             |
| Années de production                                 | 2011 -                                                                   | 2015 -                                                          |